# Lista de árbitros de finais do Campeonato Sul-Americano de Futebol e Copa América
Esta lista traz todos os nomes de árbitros de futebol que apitaram as partidas finais das Copas América.

## Lista de Árbitros
| Edição  | Ano       | Árbitro                                                  | Estádio                                                                        | Local                          | Partida                                                        |
| I       | 1916      | Carlos Fanta                                             | Estádio do Racing                                                              | Avellaneda                     | Uruguai 0 x 0 Argentina ¹                                      |
| II      | 1917      | Juan Livingstone                                         | Estádio Parque Pereira                                                         | Montevidéu                     | Uruguai 1 x 0 Argentina ¹                                      |
| III     | 1919      | Juan Pedro Barbera                                       | Estádio das Laranjeiras                                                        | Rio de Janeiro                 | Brasil 1 x 0 Uruguai ¹                                         |
| IV      | 1920      | Carlos Fanta                                             | Estádio Sporting                                                               | Viña del Mar                   | Uruguai 2 x 1 Chile ¹                                          |
| V       | 1921      | Pedro Santos                                             | Estadio Sportivo Barracas                                                      | Buenos Aires                   | Argentina 1 x 0 Uruguai ¹                                      |
| VI      | 1922      | Servando Pérez                                           | Estádio das Laranjeiras                                                        | Rio de Janeiro                 | Brasil 3 x 0 Paraguai ¹                                        |
| VII     | 1923      | Antônio Carneiro de Campos                               | Estádio Parque Central                                                         | Montevidéu                     | Uruguai 2 x 0 Argentina ¹                                      |
| VIII    | 1924      | Carlos Fanta                                             | Estádio Parque Central                                                         | Montevidéu                     | Uruguai 0 x 0 Argentina ¹                                      |
| IX      | 1925      | Manuel Chaparro                                          | Estádio do Boca                                                                | Buenos Aires                   | Argentina 2 x 2 Brasil ¹                                       |
| X       | 1926      | Francisco Jiménez                                        | Estadio Nacional de Chile                                                      | Santiago                       | Uruguai 6 x 1 Paraguai ¹                                       |
| XI      | 1927      | Victorio Garibon                                         | Estádio Nacional do Peru                                                       | Lima                           | Peru 1 x 5 Argentina ¹                                         |
| XII     | 1929      | Miguel Barba                                             | Estádio Gasômetro                                                              | Buenos Aires                   | Argentina 2 x 0 Uruguai ¹                                      |
| XIII    | 1935      | Humberto Reginatto                                       | Estádio Nacional do Peru                                                       | Lima                           | Uruguai 3 x 0 Argentina ¹                                      |
| XIV     | 1937      | Aníbal Tejada                                            | Estádio Gasômetro                                                              | Buenos Aires                   | Argentina 2 x 0 Brasil                                         |
| XV      | 1939      | Alfredo Vargas                                           | Estádio Nacional do Peru                                                       | Lima                           | Peru 2 x 1 Uruguai ¹                                           |
| XVI     | 1941      | Aníbal Tejada                                            | Estadio Nacional de Chile                                                      | Santiago                       | Argentina 1 x 0 Chile ¹                                        |
| XVII    | 1942      | Marcos Gerinaldo Rojas                                   | Estádio Centenário                                                             | Montevidéu                     | Uruguai 1 x 0 Argentina ¹                                      |
| XVIII   | 1945      | Juan Las Heras                                           | Estadio Nacional de Chile                                                      | Santiago                       | Argentina 1 x 0 Uruguai ¹                                      |
| XIX     | 1946      | Nobel Valentin                                           | Estádio Monumental                                                             | Buenos Aires                   | Argentina 2 x 0 Brasil ¹                                       |
| XX      | 1947      | Mario Rubén Hayn                                         | Estádio George Capwell                                                         | Guayaquil                      | Argentina 3 x 1 Uruguai ¹                                      |
| XXI     | 1949      | Cyril Jack Barrick                                       | Estádio São Januário                                                           | Rio de Janeiro                 | Brasil 7 x 0 Paraguai ¹                                        |
| XXII    | 1953      | Charles Dean                                             | Estádio Nacional do Peru                                                       | Lima                           | Paraguai 3 x 2 Brasil ¹                                        |
| XXIII   | 1955      | Washington Rodríguez                                     | Estadio Nacional de Chile                                                      | Santiago                       | Chile 0 x 1 Argentina ¹                                        |
| XXIV    | 1956      | Cayetano de Nicola                                       | Estádio Centenário                                                             | Montevidéu                     | Uruguai 1 x 0 Argentina ¹                                      |
| XXV     | 1957      | Robert Turner                                            | Estádio Nacional do Peru                                                       | Lima                           | Argentina 3 x 0 Brasil ¹                                       |
| XXVI    | 1959 (I)  | Carlos Robles                                            | Estádio Monumental                                                             | Buenos Aires                   | Argentina 1 x 1 Brasil ¹                                       |
| XXVII   | 1959 (II) | José Luis Praddaude                                      | Estádio Modelo Alberto Spencer                                                 | Guayaquil                      | Uruguai 1 x 1 Paraguai ¹                                       |
| XXVIII  | 1963      | Ovidio Orrego                                            | Estádio Félix Capriles                                                         | Cochabamba                     | Bolívia 5 x 4 Brasil ¹                                         |
| XXIX    | 1967      | Mario Gasc                                               | Estádio Centenário                                                             | Montevidéu                     | Uruguai 1 x 0 Argentina ¹                                      |
| XXX     | 1975      | Miguel Ángel Comesaña Juan Silvagno Ramón Barreto        | Estádio El Campín Estádio Nacional do Peru Estadio Olímpico UCV                | Bogotá Lima Caracas            | Colômbia 1 x 0 Peru Peru 2 x 0 Colômbia Peru 1 x 0 Colômbia    |
| XXXI    | 1979      | Luis Gregorio Da Rosa Ramón Barreto Arnaldo Cezar Coelho | Estádio Defensores del Chaco Estádio Nacional de Chile Estádio José Amalfitani | Assunção Santiago Buenos Aires | Paraguai 3 x 0 Chile Chile 1 x 0 Paraguai Paraguai 0 x 0 Chile |
| XXXII   | 1983      | Héctor Ortiz Edison Perez                                | Estádio Centenário Estádio Fonte Nova                                          | Montevidéu Salvador            | Uruguai 2 x 0 Brasil Brasil 1 x 1 Uruguai                      |
| XXXIII  | 1987      | Romualdo Arppi Filho                                     | Estádio Monumental de Núñez                                                    | Buenos Aires                   | Uruguai 1 x 0 Chile                                            |
| XXXIV   | 1989      | Hernan Silva Arce                                        | Estádio Maracanã                                                               | Rio de Janeiro                 | Brasil 1 x 0 Uruguai                                           |
| XXXV    | 1991      | Juan Francisco Escobar                                   | Estadio Nacional                                                               | Santiago                       | Argentina 2 x 1 Colômbia                                       |
| XXXVI   | 1993      | Marcio Rezende de Freitas                                | Estádio Monumental Isidro Romero Carbo                                         | Guayaquil                      | Argentina 2 x 1 México                                         |
| XXXVII  | 1995      | Arturo Brizio Carter                                     | Estádio Centenário                                                             | Montevidéu                     | Uruguai (5) 1 x 1 (3) Brasil                                   |
| XXXVIII | 1997      | Jorge Nieves                                             | Estadio Hernando Siles                                                         | La Paz                         | Bolívia 1 x 3 Brasil                                           |
| XXXIX   | 1999      | Oscar Ruiz                                               | Estádio Defensores del Chaco                                                   | Assunção                       | Uruguai 0 x 3 Brasil                                           |
| XL      | 2001      | Ubaldo Aquino                                            | Estádio El Campín                                                              | Bogotá                         | Colombia 1 x 0 México                                          |
| XLI     | 2004      | Carlos Amarilla                                          | Estádio Nacional do Peru                                                       | Lima                           | Argentina (2) 2 x 2 (4) Brasil                                 |
| XLII    | 2007      | Carlos Amarilla                                          | Estádio José Encarnación Romero                                                | Maracaibo                      | Brasil 3 x 0 Argentina                                         |
| XLIII   | 2011      | Sálvio Spinola                                           | Estádio Monumental de Núñez                                                    | Buenos Aires                   | Uruguai 3 x 0 Paraguai                                         |
| XLIV    | 2015      | Wilmar Roldán                                            | Estádio Nacional de Chile                                                      | Santiago                       | Chile (4) 0 x 0 (1) Argentina                                  |
| XLV     | 2016      | Heber Roberto Lopes                                      | MetLife Stadium                                                                | East Rutherford                | Chile (4) 0 x 0 (2) Argentina                                  |
| XLVI    | 2019      | Robeto Tobar                                             | Estádio Maracanã                                                               | Rio de Janeiro                 | Brasil 3 x 1 Peru                                              |
| XLVII   | 2021      | Esteban Ostojich                                         | Estádio Maracanã                                                               | Rio de Janeiro                 | Argentina 1 x 0 Brasil                                         |
| XLVIII  | 2024      | Raphael Claus                                            | Hard Rock Stadium                                                              | Miami                          | Argentina 1 x 0 Colômbia                                       |

### Estatísticas
Por país:
| País       | Finais |
| Chile      | 13     |
| Paraguai   | 10     |
| Uruguai    | 9      |
| Brasil     | 8      |
| Argentina  | 4      |
| Inglaterra | 3      |
| Colômbia   | 3      |
| Bolívia    | 1      |
| Peru       | 1      |
| México     | 1      |

Mais Partidas Apitadas:
| -  | Árbitro                       | Edições               | Partidas |
| 1º | Carlos Fanta                  | 1916, 1920, 1924      | 3        |
| 2º | Aníbal Tejada Carlos Amarilla | 1937, 1941 2004, 2007 | 2        |

## Curiosidades
- O árbitro inglês Cyril Jack Barrick, foi o primeiro árbitro "não-sul americano" a apitar uma decisão de Copa América na edição de 1949;
- Os brasileiros Arnaldo Cezar Coelho e Romualdo Arppi Filho, são até dias  atuais os únicos árbitros à apitarem tanto uma final de Copa América quanto final de Copa do Mundo FIFA;
- O paraguaio Carlos Amarilla, foi o primeiro árbitro á apitar duas finais de Copa América, de forma seguida.